# Bandgeschwindigkeit
Die Bandgeschwindigkeit bezeichnet den Vorschub eines Bandes in Strecke pro Zeit, somit die Transportgeschwindigkeit; beim Tonband die Geschwindigkeit, mit der das Magnetband am Tonkopf vorbeitransportiert wird.

## Bandgeschwindigkeit bei Transportbändern und Fördergurten
Bei Transportbändern (→Fördergurten) wird sie auch Gurtgeschwindigkeit genannt.

## Bandgeschwindigkeit bei Fließband
Bei der Fließbandfertigung wird der Takt angegeben, der abhängig von der Abmessung des Fertigungsplatzes in eine Durchschnittsgeschwindigkeit umgerechnet werden kann.

## Bandgeschwindigkeit bei Tonbändern
Eine kontinuierliche Bandgeschwindigkeit wird bei Magnetbandgeräten durch den Capstan oder vergleichbare Antriebe erreicht. Die genaue ursprüngliche Maßeinheit ist Zoll je Sekunde (in/s oder IPS von inch per Second). Die ebenfalls verbreitete metrische Angabe in Zentimeter/Sekunde (cm/s) ist nur die Rundung der Angabe in Zoll. Die ersten Tonbandgeräte hatten Synchronmotoren, die ihre Drehzahl exakt an der Netzfrequenz ausrichteten. Für die 50 und 60 Hz-Umrüstungen wurden andere Motoren oder Riemenscheiben oder Rollen mit geänderten Durchmessern angeboten oder ab Werk verbaut.
| Nennangabe in cm/s | Ursprung IPS | IPS in dezimal | Umrechnung in cm/s |
| ------------------ | ------------ | -------------- | ------------------ |
| 1.2                | 15⁄32        | 0,46875        | 1,190625           |
| 2.4                | 15⁄16        | 0,9375         | 2,38125            |
| 4.75               | 1 7⁄8        | 1,875          | 4,7625             |
| 9.5                | 3 ⁄4         | 3,75           | 9,525              |
| 19                 | 7 1⁄2        | 7,5            | 19,05              |
| 38                 | 15           | 15             | 38,1               |
| 76                 | 30           | 30             | 76,2               |

## Bandgeschwindigkeit von Bandlaufwerken (Streamern) bei der Datenaufzeichnung
Bandlaufwerke arbeiten abhängig vom Aufzeichnungsverfahren nicht immer mit einer konstanten Bandgeschwindigkeit. Teils sind diese Magnetbänder vorformatiert und nur auf eine Zone – oder Sektor – positioniert. Ähnlich wie bei der Schrägspuraufzeichnung wird ein Synchronsignal auf dem Band zum genauen Treffen der Spur benutzt. Ohne Schrägspuraufzeichnung werden die Bänder teils mit variabler Geschwindigkeit transportiert. Das Shoeshine-Problem tritt auf, wenn nicht rechtzeitig genügend Daten zur Aufzeichnung bereitstehen. Dazu wird das Band angehalten und auf die Zone zuzüglich benötigter Beschleunigungsstrecke zurückgespult und erneut am Schreibkopf vorbeigefahren. Bei Bandlaufwerken für Quarter-Inch Cartridge (QIC) und Travan wird über die Bandwickel in der Kassette Riemen tangential geführt, der bis auf den Schlupf mit der Bandgeschwindigkeit übereinstimmt. Bei älteren und kleineren Bandlaufwerken wurde aus Kostengründen auf bereits entwickelte Tonbandtechnik wie der Datasette zurückgegriffen.